# Санітарний транспорт

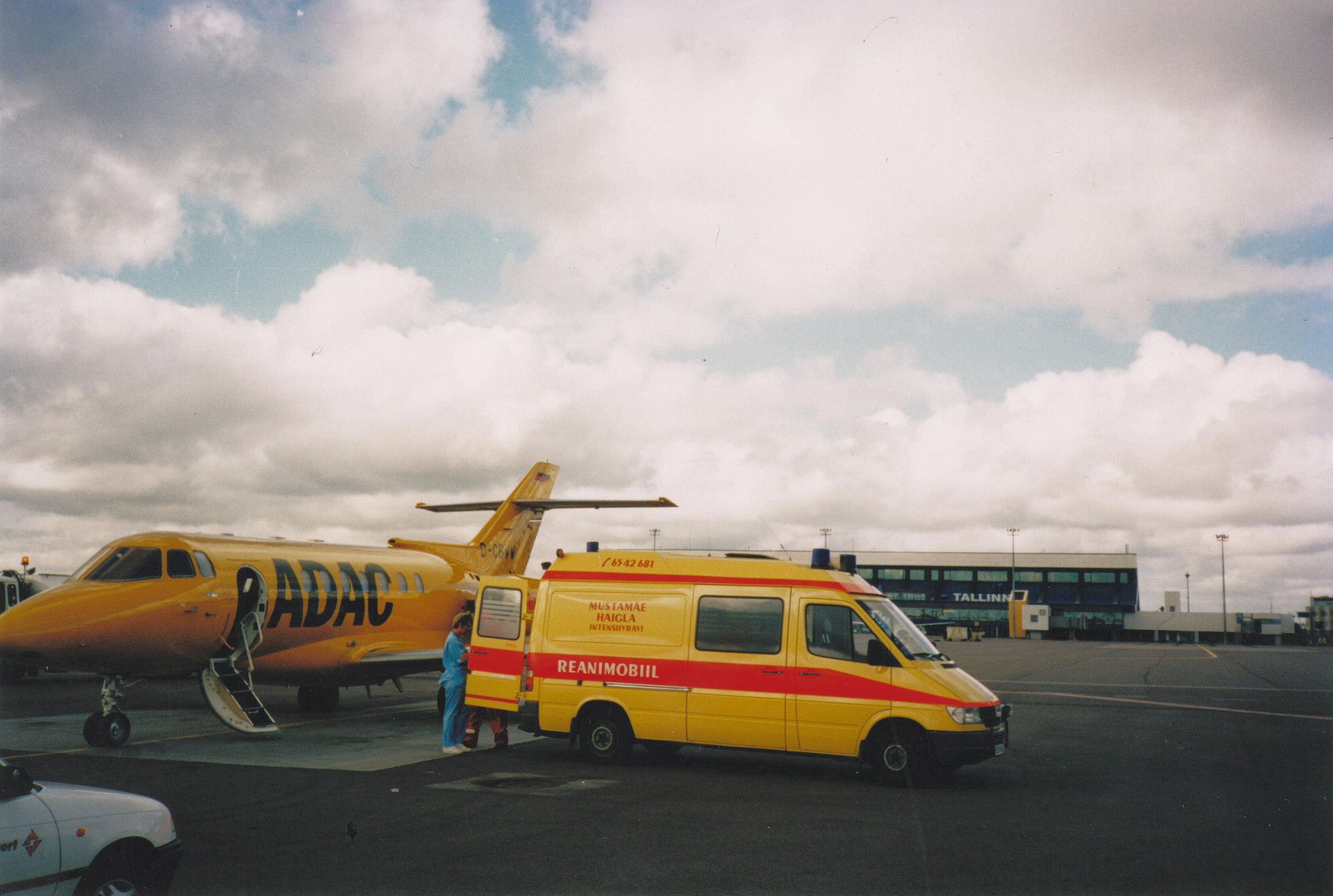
Санітарний транспорт (Таллінн)

Санітарний транспорт — сукупність транспортних засобів, які спеціально сконструйовані або пристосовані для перевезення в мирний час хворих та інших цілей, пов'язаних з лікувально-профілактичних і лікувально-евакуаційним обслуговуванням населення, а у воєнний час — для евакуації поранених, уражених і хворих. Осіб, що транспортуються в мирний час або евакуйованих у воєнний час поранених, уражених і хворих супроводжує медичний персонал, в обов'язки якого входить забезпечення догляду при транспортуванні потерпілого в лікувальний заклад, а також проведення невідкладних медичних заходів та маніпуляцій як на місці, так і в санітарному транспорті під час руху. Для цих цілей санітарний транспорт має необхіднє обладнання, а також медико-санітарні засоби та майно.
Нормативно-правова база затверджена наказом МОЗ України № 232 від 02.10.2000 «Про затвердження Переліку спеціальних та спеціалізованих транспортних засобів галузі охорони здоров'я України, що відносяться до складу (категорії) санітарних».

## Види
Розрізняють санітарний транспорт:
- наземний (гужовий, автомобільний, залізничний),
- водний (річковий та морський) — шпитальне судно,
- повітряний (літаки, гелікоптери) — санітарна авіація.